# Tee-Ei

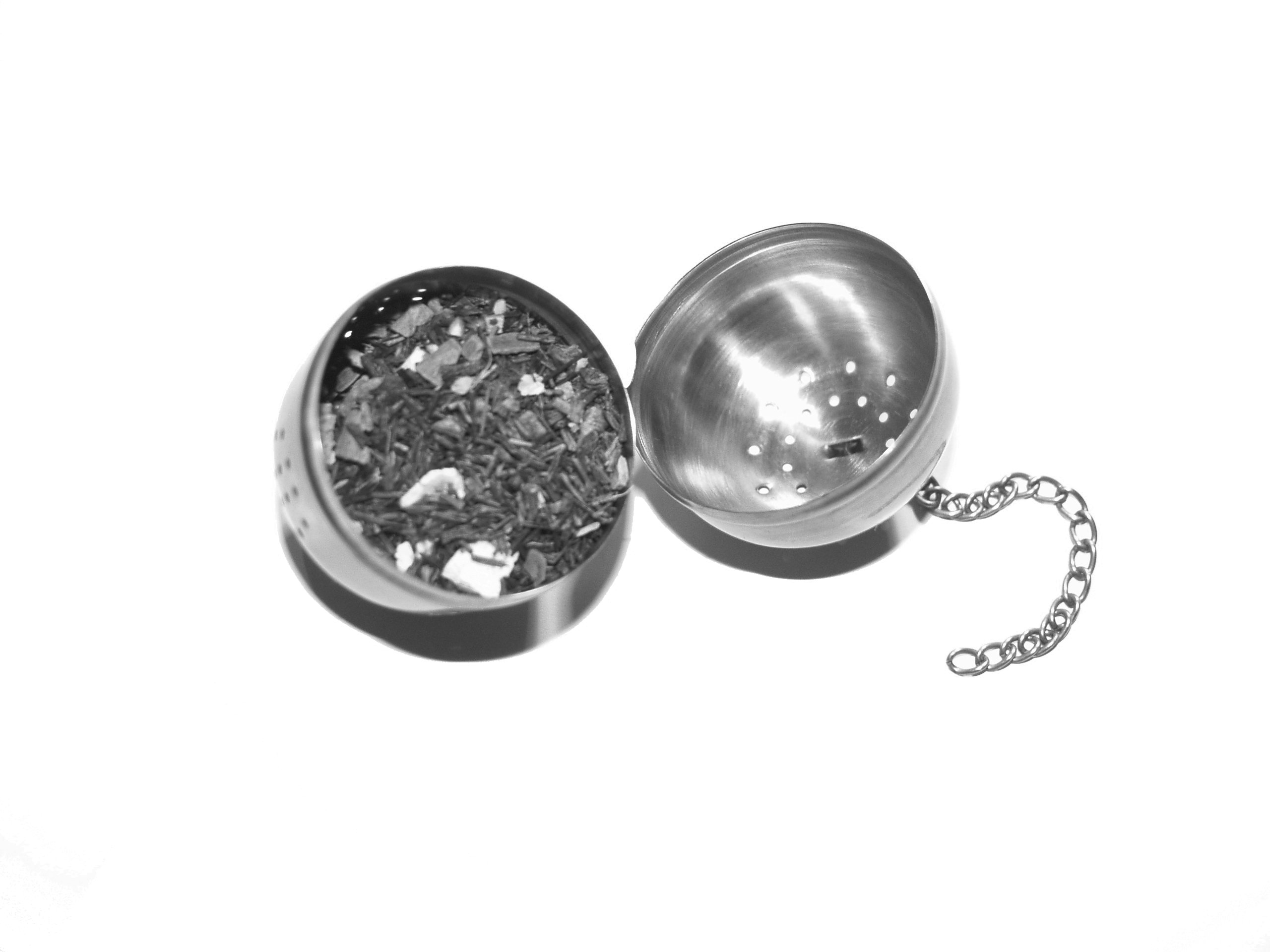
Tee-Ei offen mit Tee gefüllt

Das Tee-Ei (auch: Teeei) ist ein Küchengerät zum Aufbrühen von losem Tee. Der Name stammt von der eiförmigen Form des Gerätes.

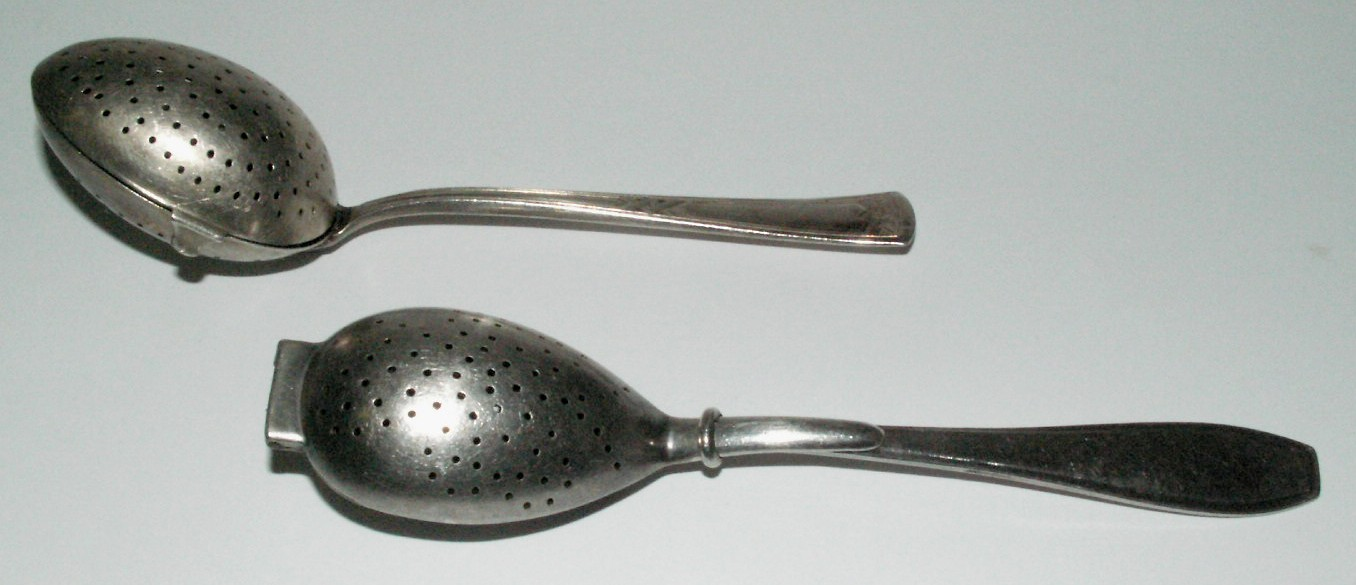
Teeei-Löffel

In der Regel besteht ein Tee-Ei aus korrosionsbeständigem Metall (nichtrostender Stahl) und hat eine Anzahl von kleinen Löchern, die die Abgabe der beim Aufbrühen des Tees sich lösenden Inhaltsstoffe in das umgebende Wasser ermöglichen. Im Regelfall besteht es aus zwei Hälften, die mit einem Scharnier oder Gewinde verbunden sind, sowie einer Vorrichtung zum Einhängen in das Wasser, die meist aus einer Kette besteht. Es gibt aber auch sogenannte Teelöffel, das heißt Tee-Eier in Form eines Löffels oder einer Zange, die dieselbe Funktion erfüllen.